# Edward Lear
Edward Lear (Highgate, Londres, 12 de Maio de 1812 — San Remo, 29 de Janeiro de 1888) foi um pintor e escritor inglês.
Lear era o vigésimo de vinte e um filhos de Ann Skerrett Lear e Jeremiah Lear, um corretor de ações. Muitos dos filhos do casal não viveram além da infância, então a própria sobrevivência de Edward tinha algo de muito circunstancial sobre isso.
Em 1831 começou a trabalhar como ilustrador para a Zoological Society of London e depois para o Museu Britânico. Em 1835 passou a pintar também paisagens de modo minucioso. Publicou sete livros de viagens (pela Itália, Grécia, Egito e Índia) com ilustrações suas e três livros com desenhos de animais. Também pintava a óleo, mostrando influência do pré-rafaelismo.
Em 1846 deu lições de desenho à Rainha Vitória e escreveu seu primeiro Book of Nonsense, iniciando sua carreira literária na qual viria a se distinguir por desenvolver uma forma original de poemas de humor e absurdo e também por divulgar o limerick (poema de cinco versos com uma rima no primeiro, segundo e quinto e outra no terceiro e no quarto).
Publicou três livros de poemas nonsense ilustrados com figuras fantásticas e nos quais seu gênio se manifesta plenamente: Nonsense Songs, Stories, Botany and Alphabets (1871), More Nonsense Pictures, Rhymes, Botany etc (1872) e Laughable Lyrics (1877).

Ele é citado na música Paperback Writer, escrita por John Lennon e Paul McCartney, lançada em um single dos The Beatles em 1966. A linha diz "It´s based on a novel, by a man named Lear".

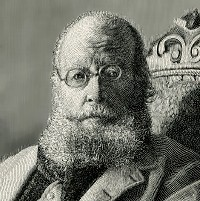
Edward Lear

## Obras
- Illustrations of the Family of the Psittacidae, or Parrots (1832)
- Views in Rome and its Environs (1841)
- Gleanings from the Menagerie at Knowsley Hall (1846)
- Book of Nonsense (1846)
- Illustrated Excursions in Italy (1846)
- Mount Timohorit, Albania (1848)
- Journal of a Landscape Painter in Greece and Albania (1851)
- The falls of the Kalama Albania (1851)
- Journal of a Landscape Painter in Southern Calabria (1852)
- Poems and Songs by Alfred Tennyson (1853, 1859, 1860)
- Journal of a Landscape Painter in Corsica (1870)
- Nonsense Songs and Stories (1870, datado 1871)[2]
- Tortoises, Terrapins, and Turtles (1872), introducção de J.E. Gray
- More Nonsense Songs, Pictures, etc. (1872)[3]
- Laughable Lyrics (1877)
- Nonsense Alphabets
- Argos from Mycenae (1884), atualmente na colecção do Trinity College, Cambridge [4]
- Nonsense Botany (1888)
- Alfred Tennyson, 1st Baron Tennyson's Poems, illustrated by Lear (1889)
- Facsimile of a Nonsense Alphabet (1849, não publicado até 1926)
- The Quangle-Wangle's Hat (unknown)
- Edward Lear's Parrots by Brian Reade, Duckworth (1949), incluindo 12 pratos coloridos do Psittacidae de Lear
- The Scroobious Pip, por terminar na altura da sua morte, mas completado por Ogden Nash e ilustrado por Nancy Ekholm Burkert (1968)
- "Edward Lear: The Corfu Years" (1988) ISBN 0-907978-25-8
- The 1970 Saturday morning cartoon Tomfoolery, baseado nas obras de Lear e Lewis Carroll

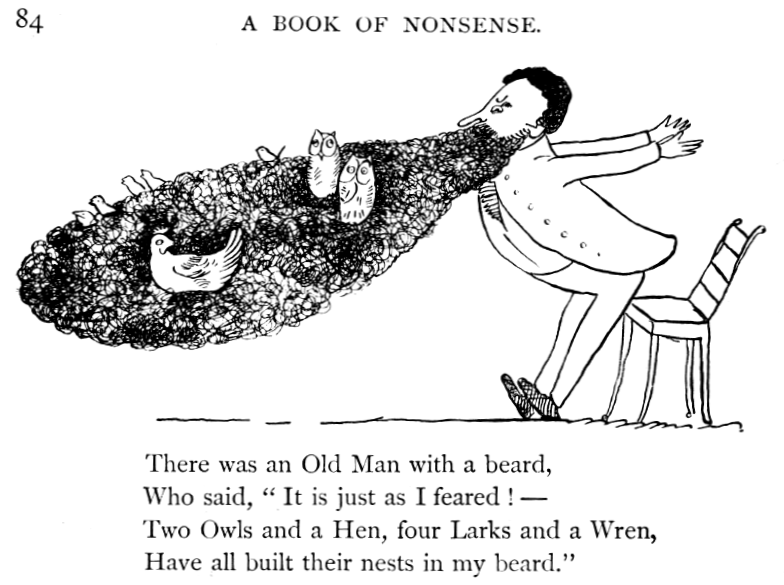
Poema de "A Book of Nonsense"